# Grande Fratello VIP (terza edizione)
La terza edizione del reality show Grande Fratello VIP è andata in onda in diretta in prima serata su Canale 5 dal 24 settembre al 10 dicembre 2018. È durata 78 giorni, ed è stata condotta per il terzo e ultimo anno consecutivo da Ilary Blasi, affiancata in studio dall'opinionista Alfonso Signorini. In questa edizione e nell'edizione precedente è stata presente anche la Gialappa's Band, in collegamento nei ruoli di opinionisti.
Le vicende dei concorrenti sono state trasmesse da Canale 5 in prima serata con un doppio appuntamento settimanale; al lunedì e al giovedì (solamente le puntate 6, 9 e 12), mentre la trasmissione delle strisce quotidiane nel day-time è stata affidata a Canale 5 e a Italia 1. Inoltre la diretta è stata visibile su La 5 e su Mediaset Extra, con quest'ultima in diretta dalle 9:00 alle 6:00 del giorno successivo e in streaming su Mediaset Play con due regie dedicate.
Nel corso della quinta puntata la conduttrice ha annunciato che oltre alla solita puntata del lunedì, il programma sarebbe andato in onda anche il giovedì. Tale raddoppio è avvenuto una settimana si e una no dal 25 ottobre al 22 novembre 2018 (puntate 6, 9 e 12).
L'edizione è stata vinta da Walter Nudo.

## La casa
La zona nominata Tristopoli, presente nella scorsa edizione del programma, è stata smantellata ufficialmente. Al suo posto esiste una nuova zona della casa chiamata Caverna, dove risiederanno i concorrenti che perdono le prove settimanali. Inoltre, la novità di quest'anno consiste nel fatto che per la prima volta una parte dei concorrenti è entrata nella casa 21 ore prima della diretta ed hanno alloggiato proprio nella suddetta Caverna.
Particolarità della casa degli agiati (così definita dalla conduttrice Ilary Blasi) è la camera da letto unica per tutti i concorrenti e un confessionale comprendente una poltrona tutto ricoperto d'oro, progettato con l'obiettivo di mettere in evidenza la ricchezza della casa rispetto alla caverna. Inoltre sono presenti sei stanze particolari: la Mistery Room, la Panic Room, la Stanza Ovale, la Stanza dei Led, la Stanza dei Super Led e la Suite.
Anche durante questa edizione del GFVIP, viene inaugurata la SPA Flower Power, un centro benessere interamente gestito dai VIP concorrenti dove il pubblico da casa potrà andare da loro, previa prenotazione, per un trattamento.

## Concorrenti
L'età dei concorrenti si riferisce al momento dell'ingresso nella casa.
| Concorrente                 | Età     | Professione                         | Luogo di nascita    | Stato                |
| --------------------------- | ------- | ----------------------------------- | ------------------- | -------------------- |
| Walter Nudo                 | 48 anni | Attore, ex modello                  | Montréal            | Vincitore            |
| Andrea Mainardi             | 35 anni | Chef, conduttore TV                 | Bergamo             | Secondo classificato |
| Silvia Provvedi             | 24 anni | Cantante, personaggio TV            | Modena              | Terza classificata   |
| Stefano Sala                | 28 anni | Modello                             | Gravedona           | Quarto classificato  |
| Francesco Monte             | 30 anni | Modello, attore                     | Taranto             | Quinto classificato  |
| Benedetta Mazza             | 28 anni | Showgirl, attrice                   | Parma               | Eliminata            |
| Giulia Salemi               | 25 anni | Influencer, showgirl                | Piacenza            | Eliminata            |
| Lory Del Santo              | 60 anni | Attrice, personaggio TV             | Povegliano Veronese | Eliminata            |
| Giulia Provvedi             | 24 anni | Cantante, personaggio TV            | Modena              | Eliminata            |
| Martina Hamdy               | 24 anni | Presentatrice meteo, personaggio TV | Milano              | Eliminata            |
| Jane Alexander              | 45 anni | Attrice, conduttrice TV             | Watford             | Eliminata            |
| Ivan Cattaneo               | 65 anni | Cantautore, pittore                 | Bergamo             | Eliminato            |
| Ela Weber                   | 52 anni | Showgirl                            | Dettelbach          | Eliminata            |
| Alessandro Cecchi Paone     | 57 anni | Conduttore TV, giornalista          | Roma                | Eliminato            |
| Fabio Basile                | 23 anni | Judoka                              | Rivoli              | Eliminato            |
| Maria Monsè                 | 44 anni | Attrice, personaggio TV             | Catania             | Eliminata            |
| Elia Fongaro                | 28 anni | Modello, personaggio TV             | Arzignano           | Eliminato            |
| Daniela Del Secco d'Aragona | 66 anni | Marchesa, personaggio TV            | Roma                | Eliminata            |
| Eleonora Giorgi             | 64 anni | Attrice                             | Roma                | Eliminata            |
| Enrico Silvestrin           | 46 anni | Conduttore radiofonico              | Roma                | Eliminato            |
| Maurizio Battista           | 61 anni | Attore, comico                      | Roma                | Ritirato             |
| Valerio Merola              | 63 anni | Conduttore TV                       | Roma                | Eliminato            |
| Lisa Fusco                  | 39 anni | Comica                              | Napoli              | Eliminata            |

## Tabella delle nomination
Legenda
     Squadra Blu (Settimane 1-2)
     Squadra Rossa (Settimane 1-2)
     Concorrente immune dalle nomination
     Concorrente in nomination
     Concorrente salvato
     Concorrente direttamente in nomination
     Concorrente candidato alla finale
     Concorrente finalista

|                        |                        | Settimana 1                                                                | Settimana 1                                                                | Settimana 2                                        | Settimana 2                                        | Settimana 3                                        | Settimana 3                                        | Settimana 4                                        | Settimana 4                                        | Settimana 5                                        | Settimana 5                                        | Settimana 5                                        | Settimana 5                                        | Settimana 5                                        | Settimana 5                                        | Settimana 6                                        | Settimana 6                                        | Settimana 7                                        | Settimana 7                                        | Settimana 7                                        | Settimana 7                                        | Settimana 8                                        | Settimana 8                                        | Settimana 8                                        | Settimana 9                                      | Settimana 9                                      | Settimana 9                                      | Settimana 9                                      | Settimana 9                                      | Settimana 9                                      | Settimana 10                           | Settimana 10                           | Settimana 10                           | Settimana 11                              | Settimana 11                              | Settimana 11                              | Settimana 11                              | Ultima settimana                          | Ultima settimana                          | Numero totale di nomination |
| Giorno 29              | Giorno 29              | Giorno 29                                                                  | Giorno 29                                                                  | Settimana 2                                        | Settimana 2                                        | Settimana 3                                        | Settimana 3                                        | Settimana 4                                        | Settimana 4                                        | Giorno 32                                          | Giorno 32                                          | Giorno 43                                          | Giorno 43                                          | Giorno 46                                          | Giorno 46                                          | Settimana 6                                        | Settimana 6                                        | Giorno 57                                          | Giorno 57                                          | Giorno 57                                          | Giorno 57                                          | Settimana 8                                        | Settimana 8                                        | Settimana 8                                        | Giorno 60                                        | Giorno 60                                        |                                                  |                                                  |                                                  |                                                  | Settimana 10                           | Settimana 10                           | Settimana 10                           | Settimana 11                              | Settimana 11                              | Settimana 11                              | Settimana 11                              | Ultima settimana                          | Ultima settimana                          | Numero totale di nomination |
| ---------------------- | ---------------------- | -------------------------------------------------------------------------- | -------------------------------------------------------------------------- | -------------------------------------------------- | -------------------------------------------------- | -------------------------------------------------- | -------------------------------------------------- | -------------------------------------------------- | -------------------------------------------------- | -------------------------------------------------- | -------------------------------------------------- | -------------------------------------------------- | -------------------------------------------------- | -------------------------------------------------- | -------------------------------------------------- | -------------------------------------------------- | -------------------------------------------------- | -------------------------------------------------- | -------------------------------------------------- | -------------------------------------------------- | -------------------------------------------------- | -------------------------------------------------- | -------------------------------------------------- | -------------------------------------------------- | ------------------------------------------------ | ------------------------------------------------ | ------------------------------------------------ | ------------------------------------------------ | ------------------------------------------------ | ------------------------------------------------ | -------------------------------------- | -------------------------------------- | -------------------------------------- | ----------------------------------------- | ----------------------------------------- | ----------------------------------------- | ----------------------------------------- | ----------------------------------------- | ----------------------------------------- | --------------------------- |
| Preferito/a della casa | Preferito/a della casa | Nessuno                                                                    | Nessuno                                                                    | Nessuno                                            | Nessuno                                            | Maurizio                                           | Maurizio                                           | Le Donatella                                       | Le Donatella                                       | Nessuno                                            | Nessuno                                            | Nessuno                                            | Nessuno                                            | Andrea                                             | Andrea                                             | Nessuno                                            | Nessuno                                            | Nessuno                                            | Nessuno                                            | Stefano                                            | Stefano                                            | Nessuno                                            | Nessuno                                            | Nessuno                                            | Nessuno                                          | Nessuno                                          | Nessuno                                          | Nessuno                                          | Nessuno                                          | Nessuno                                          | Nessuno                                | Nessuno                                | Nessuno                                | Nessuno                                   | Nessuno                                   | Nessuno                                   | Nessuno                                   | Nessuno                                   | Nessuno                                   | Numero totale di nomination |
|                        |                        |                                                                            |                                                                            |                                                    |                                                    |                                                    |                                                    |                                                    |                                                    |                                                    |                                                    |                                                    |                                                    |                                                    |                                                    |                                                    |                                                    |                                                    |                                                    |                                                    |                                                    |                                                    |                                                    |                                                    |                                                  |                                                  |                                                  |                                                  |                                                  |                                                  |                                        |                                        |                                        |                                           |                                           |                                           |                                           |                                           |                                           |                             |
|                        | Walter                 | Francesco                                                                  | 1                                                                          | Le Donatella                                       | 0                                                  | Daniela                                            | 1                                                  | Martina                                            | 0                                                  | Stefano                                            | Stefano                                            | Elia                                               | 0                                                  | Elia                                               | Elia                                               | Alessandro Maria                                   | Alessandro Maria                                   | Nominato                                           | Nominato                                           | Benedetta                                          | Benedetta                                          | Jane                                               | Ivan                                               | 0                                                  | Silvia                                           | Salvato                                          | Jane                                             | 6                                                | Francesco                                        | Nominato                                         | Salvato                                | Benedetta                              | 0                                      | Benedetta                                 | Andrea                                    | Nominato                                  | In finale                                 | Vincitore (Giorno 78)                     | Vincitore (Giorno 78)                     | 10                          |
|                        | Andrea                 | Jane                                                                       | 1                                                                          | Ivan                                               | 0                                                  | Eleonora                                           | 0                                                  | Elia                                               | 0                                                  | Lory                                               | Lory                                               | Daniela                                            | 0                                                  | Immune                                             | Immune                                             | Alessandro Maria                                   | Alessandro Maria                                   | Fabio Ivan                                         | Fabio Ivan                                         | Nominato                                           | Nominato                                           | Le Donatella                                       | Ivan                                               | 0                                                  | Silvia                                           | Nominato                                         | Martina                                          | Martina                                          | Francesco                                        | Martina Stefano                                  | Nominato                               | Benedetta                              | 1                                      | Walter                                    | Walter                                    | In finale                                 | In finale                                 | Secondo classificato (Giorno 78)          | Secondo classificato (Giorno 78)          | 2                           |
| Silvia                 | Silvia                 | Partecipante in coppia con Giulia P. (Giorno 1-57)                         | Partecipante in coppia con Giulia P. (Giorno 1-57)                         | Partecipante in coppia con Giulia P. (Giorno 1-57) | Partecipante in coppia con Giulia P. (Giorno 1-57) | Partecipante in coppia con Giulia P. (Giorno 1-57) | Partecipante in coppia con Giulia P. (Giorno 1-57) | Partecipante in coppia con Giulia P. (Giorno 1-57) | Partecipante in coppia con Giulia P. (Giorno 1-57) | Partecipante in coppia con Giulia P. (Giorno 1-57) | Partecipante in coppia con Giulia P. (Giorno 1-57) | Partecipante in coppia con Giulia P. (Giorno 1-57) | Partecipante in coppia con Giulia P. (Giorno 1-57) | Partecipante in coppia con Giulia P. (Giorno 1-57) | Partecipante in coppia con Giulia P. (Giorno 1-57) | Partecipante in coppia con Giulia P. (Giorno 1-57) | Partecipante in coppia con Giulia P. (Giorno 1-57) | Partecipante in coppia con Giulia P. (Giorno 1-57) | Partecipante in coppia con Giulia P. (Giorno 1-57) | Partecipante in coppia con Giulia P. (Giorno 1-57) | Partecipante in coppia con Giulia P. (Giorno 1-57) | Partecipante in coppia con Giulia P. (Giorno 1-57) | Partecipante in coppia con Giulia P. (Giorno 1-57) | Partecipante in coppia con Giulia P. (Giorno 1-57) | Nominata                                         | Nominata                                         | Walter                                           | Walter                                           | In finale                                        | Walter                                           | In finale                              | In finale                              | In finale                              | In finale                                 | Andrea                                    | In finale                                 | In finale                                 | Terza classificata (Giorno 78)            | Terza classificata (Giorno 78)            | 0                           |
|                        | Stefano                | Andrea                                                                     | 1                                                                          | Ivan                                               | 1                                                  | Enrico                                             | 0                                                  | Elia                                               | 0                                                  | Salvato                                            | Salvato                                            | Ivan                                               | 0                                                  | Salvato                                            | Salvato                                            | Alessandro Maria                                   | Alessandro Maria                                   | Fabio Ivan                                         | Fabio Ivan                                         | Nominato                                           | Nominato                                           | Benedetta                                          | Ivan                                               | 0                                                  | Giulia P.                                        | Salvato                                          | Walter                                           | 0                                                | Francesco                                        | Nominato                                         | Salvato                                | Andrea                                 | 0                                      | Nominato                                  | Benedetta                                 | Salvato                                   | Nominato                                  | Quarto classificato (Giorno 78)           | Quarto classificato (Giorno 78)           | 2                           |
|                        | Francesco              | Le Donatella                                                               | 1                                                                          | Ivan                                               | 1                                                  | Ivan                                               | 0                                                  | Elia                                               | 1                                                  | Lory                                               | Lory                                               | Jane                                               | 0                                                  | Martina                                            | Martina                                            | Salvato                                            | Salvato                                            | Fabio Ivan                                         | Fabio Ivan                                         | Salvato                                            | Salvato                                            | Giulia S.                                          | Ivan                                               | 1                                                  | Silvia                                           | Salvato                                          | Jane                                             | 0                                                | Candidato                                        | In finale                                        | In finale                              | In finale                              | In finale                              | In finale                                 | Stefano                                   | In finale                                 | In finale                                 | Quinto classificato (Giorno 78)           | Quinto classificato (Giorno 78)           | 4                           |
|                        | Benedetta              | Enrico                                                                     | 1                                                                          | Elia                                               | 1                                                  | Eleonora                                           | 0                                                  | Eleonora                                           | 0                                                  | Lory                                               | Lory                                               | Elia                                               | 0                                                  | Martina                                            | Martina                                            | Alessandro Maria                                   | Alessandro Maria                                   | Nominata                                           | Nominata                                           | Immune                                             | Immune                                             | Salvata                                            | Lory                                               | 0                                                  | Silvia                                           | Nominata                                         | Walter                                           | Walter                                           | Giulia S.                                        | Walter                                           | Nominata                               | Lory                                   | 3                                      | Salvata                                   | Stefano                                   | Nominata                                  | Nominata                                  | Eliminata (Giorno 78)                     | Eliminata (Giorno 78)                     | 7                           |
|                        | Giulia S.              | Enrico                                                                     | 0                                                                          | Elia                                               | 0                                                  | Enrico                                             | 0                                                  | Jane                                               | 0                                                  | Lory                                               | Lory                                               | Elia                                               | 0                                                  | Salvata                                            | Salvata                                            | Salvata                                            | Salvata                                            | Salvata                                            | Salvata                                            | Benedetta                                          | Benedetta                                          | Salvata                                            | Jane                                               | 0                                                  | Silvia                                           | Nominata                                         | Jane                                             | Jane                                             | Candidata                                        | Martina                                          | Salvata                                | Lory                                   | 0                                      | Nominata                                  | Eliminata (Giorno 71)                     | Eliminata (Giorno 71)                     | Eliminata (Giorno 71)                     | Eliminata (Giorno 71)                     | Eliminata (Giorno 71)                     | 1                           |
| Lory                   | Lory                   | Non in casa                                                                | Non in casa                                                                | Immune                                             | Immune                                             | Enrico                                             | 0                                                  | Daniela                                            | 2                                                  | Non salvata                                        | Non salvata                                        | Non votante                                        | Non votante                                        | Salvata Fabio                                      | Salvata Fabio                                      | Alessandro Maria                                   | Alessandro Maria                                   | Benedetta Walter                                   | Benedetta Walter                                   | Andrea                                             | Andrea                                             | Nominata                                           | Martina                                            | 4                                                  | Silvia                                           | Nominata                                         | Martina                                          | Martina                                          | Francesco                                        | Stefano                                          | Salvata                                | Benedetta                              | 2                                      | Eliminata (Giorno 71)                     | Eliminata (Giorno 71)                     | Eliminata (Giorno 71)                     | Eliminata (Giorno 71)                     | Eliminata (Giorno 71)                     | Eliminata (Giorno 71)                     | 8                           |
| Giulia P.              | Giulia P.              | Partecipante in coppia con Silvia (Giorno 1-57)                            | Partecipante in coppia con Silvia (Giorno 1-57)                            | Partecipante in coppia con Silvia (Giorno 1-57)    | Partecipante in coppia con Silvia (Giorno 1-57)    | Partecipante in coppia con Silvia (Giorno 1-57)    | Partecipante in coppia con Silvia (Giorno 1-57)    | Partecipante in coppia con Silvia (Giorno 1-57)    | Partecipante in coppia con Silvia (Giorno 1-57)    | Partecipante in coppia con Silvia (Giorno 1-57)    | Partecipante in coppia con Silvia (Giorno 1-57)    | Partecipante in coppia con Silvia (Giorno 1-57)    | Partecipante in coppia con Silvia (Giorno 1-57)    | Partecipante in coppia con Silvia (Giorno 1-57)    | Partecipante in coppia con Silvia (Giorno 1-57)    | Partecipante in coppia con Silvia (Giorno 1-57)    | Partecipante in coppia con Silvia (Giorno 1-57)    | Partecipante in coppia con Silvia (Giorno 1-57)    | Partecipante in coppia con Silvia (Giorno 1-57)    | Partecipante in coppia con Silvia (Giorno 1-57)    | Partecipante in coppia con Silvia (Giorno 1-57)    | Partecipante in coppia con Silvia (Giorno 1-57)    | Partecipante in coppia con Silvia (Giorno 1-57)    | Partecipante in coppia con Silvia (Giorno 1-57)    | Salvata                                          | Salvata                                          | Walter                                           | 0                                                | Francesco                                        | Salvata                                          | Nominata                               | Eliminata (Giorno 64)                  | Eliminata (Giorno 64)                  | Eliminata (Giorno 64)                     | Eliminata (Giorno 64)                     | Eliminata (Giorno 64)                     | Eliminata (Giorno 64)                     | Eliminata (Giorno 64)                     | Eliminata (Giorno 64)                     | 0                           |
|                        | Martina                | Walter                                                                     | 3                                                                          | Jane                                               | 1                                                  | Walter                                             | 0                                                  | Lory                                               | 1                                                  | Lory                                               | Lory                                               | Daniela                                            | 1                                                  | Nominata                                           | Nominata                                           | Alessandro Maria                                   | Alessandro Maria                                   | Salvata                                            | Salvata                                            | Andrea                                             | Andrea                                             | Nominata                                           | Lory                                               | 1                                                  | Giulia P.                                        | Salvata                                          | Walter                                           | 2                                                | Giulia S.                                        | Nominata                                         | Eliminata (Giorno 64)                  | Eliminata (Giorno 64)                  | Eliminata (Giorno 64)                  | Eliminata (Giorno 64)                     | Eliminata (Giorno 64)                     | Eliminata (Giorno 64)                     | Eliminata (Giorno 64)                     | Eliminata (Giorno 64)                     | Eliminata (Giorno 64)                     | 9                           |
|                        | Jane                   | Stefano                                                                    | 1                                                                          | Francesco                                          | 2                                                  | Eleonora                                           | 0                                                  | Eleonora                                           | 1                                                  | Lory                                               | Lory                                               | Ivan                                               | 2                                                  | Elia                                               | Elia                                               | Salvata                                            | Salvata                                            | Non votante                                        | Non votante                                        | Salvata                                            | Salvata                                            | Salvata                                            | Lory                                               | 1                                                  | Silvia                                           | Salvata                                          | Walter                                           | 3                                                | Eliminata (Giorno 60)                            | Eliminata (Giorno 60)                            | Eliminata (Giorno 60)                  | Eliminata (Giorno 60)                  | Eliminata (Giorno 60)                  | Eliminata (Giorno 60)                     | Eliminata (Giorno 60)                     | Eliminata (Giorno 60)                     | Eliminata (Giorno 60)                     | Eliminata (Giorno 60)                     | Eliminata (Giorno 60)                     | 10                          |
|                        | Le Donatella           | Martina                                                                    | 1                                                                          | Stefano                                            | 1                                                  | Enrico                                             | 0                                                  | Elia                                               | Elia                                               | Lory                                               | Lory                                               | Elia                                               | 0                                                  | Ivan                                               | Ivan                                               | Alessandro Maria                                   | Alessandro Maria                                   | Benedetta Walter                                   | Benedetta Walter                                   | Salvate                                            | Salvate                                            | Salvate                                            | Lory                                               | 0                                                  | Partecipanti singolarmente (Giorno 57)           | Partecipanti singolarmente (Giorno 57)           | Partecipanti singolarmente (Giorno 57)           | Partecipanti singolarmente (Giorno 57)           | Partecipanti singolarmente (Giorno 57)           | Partecipanti singolarmente (Giorno 57)           | Partecipanti singolarmente (Giorno 57) | Partecipanti singolarmente (Giorno 57) | Partecipanti singolarmente (Giorno 57) | Partecipanti singolarmente (Giorno 57)    | Partecipanti singolarmente (Giorno 57)    | Partecipanti singolarmente (Giorno 57)    | Partecipanti singolarmente (Giorno 57)    | Partecipanti singolarmente (Giorno 57)    | Partecipanti singolarmente (Giorno 57)    | 2                           |
|                        | Ivan                   | Martina                                                                    | 0                                                                          | Jane                                               | 3                                                  | Enrico                                             | 2                                                  | Francesco                                          | 0                                                  | Stefano                                            | Stefano                                            | Jane                                               | 2                                                  | Nominato                                           | Nominato                                           | Ela Giulia S.                                      | Ela Giulia S.                                      | Nominato                                           | Nominato                                           | Alessandro                                         | Alessandro                                         | Lory                                               | Francesco                                          | 4                                                  | Eliminato (Giorno 57)                            | Eliminato (Giorno 57)                            | Eliminato (Giorno 57)                            | Eliminato (Giorno 57)                            | Eliminato (Giorno 57)                            | Eliminato (Giorno 57)                            | Eliminato (Giorno 57)                  | Eliminato (Giorno 57)                  | Eliminato (Giorno 57)                  | Eliminato (Giorno 57)                     | Eliminato (Giorno 57)                     | Eliminato (Giorno 57)                     | Eliminato (Giorno 57)                     | Eliminato (Giorno 57)                     | Eliminato (Giorno 57)                     | 14                          |
| Ela                    | Ela                    | Non in casa                                                                | Non in casa                                                                | Non in casa                                        | Non in casa                                        | Non in casa                                        | Non in casa                                        | Non in casa                                        | Non in casa                                        | Immune                                             | Immune                                             | Immune                                             | Immune                                             | Immune                                             | Immune                                             | Salvata                                            | Salvata                                            | Non votante                                        | Non votante                                        | Alessandro                                         | Alessandro                                         | Nominata                                           | Eliminata (Giorno 50)                              | Eliminata (Giorno 50)                              | Eliminata (Giorno 50)                            | Eliminata (Giorno 50)                            | Eliminata (Giorno 50)                            | Eliminata (Giorno 50)                            | Eliminata (Giorno 50)                            | Eliminata (Giorno 50)                            | Eliminata (Giorno 50)                  | Eliminata (Giorno 50)                  | Eliminata (Giorno 50)                  | Eliminata (Giorno 50)                     | Eliminata (Giorno 50)                     | Eliminata (Giorno 50)                     | Eliminata (Giorno 50)                     | Eliminata (Giorno 50)                     | Eliminata (Giorno 50)                     | 1                           |
| Alessandro             | Alessandro             | Non in casa                                                                | Non in casa                                                                | Non in casa                                        | Non in casa                                        | Non in casa                                        | Non in casa                                        | Non in casa                                        | Non in casa                                        | Immune                                             | Immune                                             | Immune                                             | Immune                                             | Immune                                             | Immune                                             | Nominato                                           | Nominato                                           | Non votante                                        | Non votante                                        | Nominato                                           | Nominato                                           | Eliminato (Giorno 50)                              | Eliminato (Giorno 50)                              | Eliminato (Giorno 50)                              | Eliminato (Giorno 50)                            | Eliminato (Giorno 50)                            | Eliminato (Giorno 50)                            | Eliminato (Giorno 50)                            | Eliminato (Giorno 50)                            | Eliminato (Giorno 50)                            | Eliminato (Giorno 50)                  | Eliminato (Giorno 50)                  | Eliminato (Giorno 50)                  | Eliminato (Giorno 50)                     | Eliminato (Giorno 50)                     | Eliminato (Giorno 50)                     | Eliminato (Giorno 50)                     | Eliminato (Giorno 50)                     | Eliminato (Giorno 50)                     | 8                           |
|                        | Fabio                  | Valerio                                                                    | 0                                                                          | Daniela                                            | 0                                                  | Eleonora                                           | 0                                                  | Lory                                               | 0                                                  | Lory                                               | Lory                                               | Daniela                                            | 0                                                  | Ivan                                               | Ivan                                               | Alessandro Maria                                   | Alessandro Maria                                   | Nominato                                           | Nominato                                           | Eliminato (Giorno 46)                              | Eliminato (Giorno 46)                              | Eliminato (Giorno 46)                              | Eliminato (Giorno 46)                              | Eliminato (Giorno 46)                              | Eliminato (Giorno 46)                            | Eliminato (Giorno 46)                            | Eliminato (Giorno 46)                            | Eliminato (Giorno 46)                            | Eliminato (Giorno 46)                            | Eliminato (Giorno 46)                            | Eliminato (Giorno 46)                  | Eliminato (Giorno 46)                  | Eliminato (Giorno 46)                  | Eliminato (Giorno 46)                     | Eliminato (Giorno 46)                     | Eliminato (Giorno 46)                     | Eliminato (Giorno 46)                     | Eliminato (Giorno 46)                     | Eliminato (Giorno 46)                     | 3                           |
| Maria                  | Maria                  | Non in casa                                                                | Non in casa                                                                | Non in casa                                        | Non in casa                                        | Non in casa                                        | Non in casa                                        | Non in casa                                        | Non in casa                                        | Immune                                             | Immune                                             | Immune                                             | Immune                                             | Immune                                             | Immune                                             | Nominata                                           | Nominata                                           | Eliminata (Giorno 43)                              | Eliminata (Giorno 43)                              | Eliminata (Giorno 43)                              | Eliminata (Giorno 43)                              | Eliminata (Giorno 43)                              | Eliminata (Giorno 43)                              | Eliminata (Giorno 43)                              | Eliminata (Giorno 43)                            | Eliminata (Giorno 43)                            | Eliminata (Giorno 43)                            | Eliminata (Giorno 43)                            | Eliminata (Giorno 43)                            | Eliminata (Giorno 43)                            | Eliminata (Giorno 43)                  | Eliminata (Giorno 43)                  | Eliminata (Giorno 43)                  | Eliminata (Giorno 43)                     | Eliminata (Giorno 43)                     | Eliminata (Giorno 43)                     | Eliminata (Giorno 43)                     | Eliminata (Giorno 43)                     | Eliminata (Giorno 43)                     | 8                           |
|                        | Elia                   | Benedetta                                                                  | 2                                                                          | Enrico                                             | 2                                                  | Eleonora                                           | 0                                                  | Eleonora                                           | 4                                                  | Lory                                               | Lory                                               | Daniela                                            | 4                                                  | Nominato                                           | Nominato                                           | Eliminato (Giorno 36)                              | Eliminato (Giorno 36)                              | Eliminato (Giorno 36)                              | Eliminato (Giorno 36)                              | Eliminato (Giorno 36)                              | Eliminato (Giorno 36)                              | Eliminato (Giorno 36)                              | Eliminato (Giorno 36)                              | Eliminato (Giorno 36)                              | Eliminato (Giorno 36)                            | Eliminato (Giorno 36)                            | Eliminato (Giorno 36)                            | Eliminato (Giorno 36)                            | Eliminato (Giorno 36)                            | Eliminato (Giorno 36)                            | Eliminato (Giorno 36)                  | Eliminato (Giorno 36)                  | Eliminato (Giorno 36)                  | Eliminato (Giorno 36)                     | Eliminato (Giorno 36)                     | Eliminato (Giorno 36)                     | Eliminato (Giorno 36)                     | Eliminato (Giorno 36)                     | Eliminato (Giorno 36)                     | 12                          |
|                        | Daniela                | Lisa                                                                       | 0                                                                          | Valerio                                            | 1                                                  | Eleonora                                           | 1                                                  | Eleonora                                           | 2                                                  | Lory                                               | Lory                                               | Martina                                            | 4                                                  | Eliminata (Giorno 32)                              | Eliminata (Giorno 32)                              | Eliminata (Giorno 32)                              | Eliminata (Giorno 32)                              | Eliminata (Giorno 32)                              | Eliminata (Giorno 32)                              | Eliminata (Giorno 32)                              | Eliminata (Giorno 32)                              | Eliminata (Giorno 32)                              | Eliminata (Giorno 32)                              | Eliminata (Giorno 32)                              | Eliminata (Giorno 32)                            | Eliminata (Giorno 32)                            | Eliminata (Giorno 32)                            | Eliminata (Giorno 32)                            | Eliminata (Giorno 32)                            | Eliminata (Giorno 32)                            | Eliminata (Giorno 32)                  | Eliminata (Giorno 32)                  | Eliminata (Giorno 32)                  | Eliminata (Giorno 32)                     | Eliminata (Giorno 32)                     | Eliminata (Giorno 32)                     | Eliminata (Giorno 32)                     | Eliminata (Giorno 32)                     | Eliminata (Giorno 32)                     | 8                           |
|                        | Eleonora               | Martina                                                                    | 0                                                                          | Martina                                            | 0                                                  | Enrico                                             | 7                                                  | Daniela                                            | 4                                                  | Francesco Lory Stefano                             | Eliminata (Giorno 29)                              | Eliminata (Giorno 29)                              | Eliminata (Giorno 29)                              | Eliminata (Giorno 29)                              | Eliminata (Giorno 29)                              | Eliminata (Giorno 29)                              | Eliminata (Giorno 29)                              | Eliminata (Giorno 29)                              | Eliminata (Giorno 29)                              | Eliminata (Giorno 29)                              | Eliminata (Giorno 29)                              | Eliminata (Giorno 29)                              | Eliminata (Giorno 29)                              | Eliminata (Giorno 29)                              | Eliminata (Giorno 29)                            | Eliminata (Giorno 29)                            | Eliminata (Giorno 29)                            | Eliminata (Giorno 29)                            | Eliminata (Giorno 29)                            | Eliminata (Giorno 29)                            | Eliminata (Giorno 29)                  | Eliminata (Giorno 29)                  | Eliminata (Giorno 29)                  | Eliminata (Giorno 29)                     | Eliminata (Giorno 29)                     | Eliminata (Giorno 29)                     | Eliminata (Giorno 29)                     | Eliminata (Giorno 29)                     | Eliminata (Giorno 29)                     | 11                          |
|                        | Enrico                 | Elia                                                                       | 3                                                                          | Valerio                                            | 1                                                  | Ivan                                               | 6                                                  | Eliminato (Giorno 22)                              | Eliminato (Giorno 22)                              | Eliminato (Giorno 22)                              | Eliminato (Giorno 22)                              | Eliminato (Giorno 22)                              | Eliminato (Giorno 22)                              | Eliminato (Giorno 22)                              | Eliminato (Giorno 22)                              | Eliminato (Giorno 22)                              | Eliminato (Giorno 22)                              | Eliminato (Giorno 22)                              | Eliminato (Giorno 22)                              | Eliminato (Giorno 22)                              | Eliminato (Giorno 22)                              | Eliminato (Giorno 22)                              | Eliminato (Giorno 22)                              | Eliminato (Giorno 22)                              | Eliminato (Giorno 22)                            | Eliminato (Giorno 22)                            | Eliminato (Giorno 22)                            | Eliminato (Giorno 22)                            | Eliminato (Giorno 22)                            | Eliminato (Giorno 22)                            | Eliminato (Giorno 22)                  | Eliminato (Giorno 22)                  | Eliminato (Giorno 22)                  | Eliminato (Giorno 22)                     | Eliminato (Giorno 22)                     | Eliminato (Giorno 22)                     | Eliminato (Giorno 22)                     | Eliminato (Giorno 22)                     | Eliminato (Giorno 22)                     | 10                          |
|                        | Maurizio               | Elia                                                                       | 0                                                                          | Valerio                                            | 0                                                  | Eleonora                                           | Eleonora                                           | Ritirato (Giorno 20)                               | Ritirato (Giorno 20)                               | Ritirato (Giorno 20)                               | Ritirato (Giorno 20)                               | Ritirato (Giorno 20)                               | Ritirato (Giorno 20)                               | Ritirato (Giorno 20)                               | Ritirato (Giorno 20)                               | Ritirato (Giorno 20)                               | Ritirato (Giorno 20)                               | Ritirato (Giorno 20)                               | Ritirato (Giorno 20)                               | Ritirato (Giorno 20)                               | Ritirato (Giorno 20)                               | Ritirato (Giorno 20)                               | Ritirato (Giorno 20)                               | Ritirato (Giorno 20)                               | Ritirato (Giorno 20)                             | Ritirato (Giorno 20)                             | Ritirato (Giorno 20)                             | Ritirato (Giorno 20)                             | Ritirato (Giorno 20)                             | Ritirato (Giorno 20)                             | Ritirato (Giorno 20)                   | Ritirato (Giorno 20)                   | Ritirato (Giorno 20)                   | Ritirato (Giorno 20)                      | Ritirato (Giorno 20)                      | Ritirato (Giorno 20)                      | Ritirato (Giorno 20)                      | Ritirato (Giorno 20)                      | Ritirato (Giorno 20)                      | 0                           |
|                        | Valerio                | Lisa                                                                       | 1                                                                          | Benedetta                                          | 3                                                  | Eliminato (Giorno 15)                              | Eliminato (Giorno 15)                              | Eliminato (Giorno 15)                              | Eliminato (Giorno 15)                              | Eliminato (Giorno 15)                              | Eliminato (Giorno 15)                              | Eliminato (Giorno 15)                              | Eliminato (Giorno 15)                              | Eliminato (Giorno 15)                              | Eliminato (Giorno 15)                              | Eliminato (Giorno 15)                              | Eliminato (Giorno 15)                              | Eliminato (Giorno 15)                              | Eliminato (Giorno 15)                              | Eliminato (Giorno 15)                              | Eliminato (Giorno 15)                              | Eliminato (Giorno 15)                              | Eliminato (Giorno 15)                              | Eliminato (Giorno 15)                              | Eliminato (Giorno 15)                            | Eliminato (Giorno 15)                            | Eliminato (Giorno 15)                            | Eliminato (Giorno 15)                            | Eliminato (Giorno 15)                            | Eliminato (Giorno 15)                            | Eliminato (Giorno 15)                  | Eliminato (Giorno 15)                  | Eliminato (Giorno 15)                  | Eliminato (Giorno 15)                     | Eliminato (Giorno 15)                     | Eliminato (Giorno 15)                     | Eliminato (Giorno 15)                     | Eliminato (Giorno 15)                     | Eliminato (Giorno 15)                     | 4                           |
|                        | Lisa                   | Enrico                                                                     | 2                                                                          | Eliminata (Giorno 8)                               | Eliminata (Giorno 8)                               | Eliminata (Giorno 8)                               | Eliminata (Giorno 8)                               | Eliminata (Giorno 8)                               | Eliminata (Giorno 8)                               | Eliminata (Giorno 8)                               | Eliminata (Giorno 8)                               | Eliminata (Giorno 8)                               | Eliminata (Giorno 8)                               | Eliminata (Giorno 8)                               | Eliminata (Giorno 8)                               | Eliminata (Giorno 8)                               | Eliminata (Giorno 8)                               | Eliminata (Giorno 8)                               | Eliminata (Giorno 8)                               | Eliminata (Giorno 8)                               | Eliminata (Giorno 8)                               | Eliminata (Giorno 8)                               | Eliminata (Giorno 8)                               | Eliminata (Giorno 8)                               | Eliminata (Giorno 8)                             | Eliminata (Giorno 8)                             | Eliminata (Giorno 8)                             | Eliminata (Giorno 8)                             | Eliminata (Giorno 8)                             | Eliminata (Giorno 8)                             | Eliminata (Giorno 8)                   | Eliminata (Giorno 8)                   | Eliminata (Giorno 8)                   | Eliminata (Giorno 8)                      | Eliminata (Giorno 8)                      | Eliminata (Giorno 8)                      | Eliminata (Giorno 8)                      | Eliminata (Giorno 8)                      | Eliminata (Giorno 8)                      | 2                           |
|                        |                        |                                                                            |                                                                            |                                                    |                                                    |                                                    |                                                    |                                                    |                                                    |                                                    |                                                    |                                                    |                                                    |                                                    |                                                    |                                                    |                                                    |                                                    |                                                    |                                                    |                                                    |                                                    |                                                    |                                                    |                                                  |                                                  |                                                  |                                                  |                                                  |                                                  |                                        |                                        |                                        |                                           |                                           |                                           |                                           |                                           |                                           |                             |
| Annotazioni            | Annotazioni            | [ 6 ] [ 7 ]                                                                | [ 6 ] [ 7 ]                                                                | [ 8 ] [ 9 ]                                        | [ 8 ] [ 9 ]                                        | [ 10 ] [ 11 ]                                      | [ 10 ] [ 11 ]                                      | [ 12 ] [ 13 ]                                      | [ 12 ] [ 13 ]                                      | [ 14 ] [ 15 ] [ 16 ] [ 17 ] [ 18 ]                 | [ 14 ] [ 15 ] [ 16 ] [ 17 ] [ 18 ]                 | [ 14 ] [ 15 ] [ 16 ] [ 17 ] [ 18 ]                 | [ 14 ] [ 15 ] [ 16 ] [ 17 ] [ 18 ]                 | [ 14 ] [ 15 ] [ 16 ] [ 17 ] [ 18 ]                 | [ 14 ] [ 15 ] [ 16 ] [ 17 ] [ 18 ]                 | [ 19 ] [ 20 ]                                      | [ 19 ] [ 20 ]                                      | [ 21 ] [ 22 ] [ 23 ] [ 24 ]                        | [ 21 ] [ 22 ] [ 23 ] [ 24 ]                        | [ 21 ] [ 22 ] [ 23 ] [ 24 ]                        | [ 21 ] [ 22 ] [ 23 ] [ 24 ]                        | [ 25 ] [ 26 ] [ 27 ]                               | [ 25 ] [ 26 ] [ 27 ]                               | [ 25 ] [ 26 ] [ 27 ]                               | [ 28 ] [ 29 ] [ 30 ] [ 31 ] [ 32 ] [ 33 ] [ 34 ] | [ 28 ] [ 29 ] [ 30 ] [ 31 ] [ 32 ] [ 33 ] [ 34 ] | [ 28 ] [ 29 ] [ 30 ] [ 31 ] [ 32 ] [ 33 ] [ 34 ] | [ 28 ] [ 29 ] [ 30 ] [ 31 ] [ 32 ] [ 33 ] [ 34 ] | [ 28 ] [ 29 ] [ 30 ] [ 31 ] [ 32 ] [ 33 ] [ 34 ] | [ 28 ] [ 29 ] [ 30 ] [ 31 ] [ 32 ] [ 33 ] [ 34 ] | [ 35 ] [ 36 ] [ 37 ]                   | [ 35 ] [ 36 ] [ 37 ]                   | [ 35 ] [ 36 ] [ 37 ]                   | [ 38 ] [ 39 ] [ 40 ] [ 41 ] [ 42 ] [ 43 ] | [ 38 ] [ 39 ] [ 40 ] [ 41 ] [ 42 ] [ 43 ] | [ 38 ] [ 39 ] [ 40 ] [ 41 ] [ 42 ] [ 43 ] | [ 38 ] [ 39 ] [ 40 ] [ 41 ] [ 42 ] [ 43 ] | [ 44 ] [ 45 ] [ 46 ] [ 47 ] [ 48 ] [ 49 ] | [ 44 ] [ 45 ] [ 46 ] [ 47 ] [ 48 ] [ 49 ] |                             |
| Nominati               | Nominati               | Andrea Elia Enrico Francesco Jane Le Donatella Lisa Martina Stefano Walter | Andrea Elia Enrico Francesco Jane Le Donatella Lisa Martina Stefano Walter | Elia Ivan Jane Valerio                             | Elia Ivan Jane Valerio                             | Eleonora Enrico Ivan                               | Eleonora Enrico Ivan                               | Daniela Eleonora Elia Lory                         | Daniela Eleonora Elia Lory                         | Lory Stefano                                       | Lory Stefano                                       | Daniela Elia Ivan Jane                             | Daniela Elia Ivan Jane                             | Elia Ivan Martina                                  | Elia Ivan Martina                                  | Alessandro Maria                                   | Alessandro Maria                                   | Benedetta Fabio Ivan Walter                        | Benedetta Fabio Ivan Walter                        | Alessandro Andrea Stefano                          | Alessandro Andrea Stefano                          | Ela Lory Martina                                   | Ivan Lory                                          | Ivan Lory                                          | Andrea Benedetta Giulia S. Lory Silvia           | Andrea Benedetta Giulia S. Lory Silvia           | Jane Walter                                      | Jane Walter                                      | Francesco Giulia S.                              | Martina Stefano Walter                           | Andrea Benedetta Giulia P.             | Benedetta Lory                         | Benedetta Lory                         | Giulia S. Stefano                         | Andrea Stefano                            | Benedetta Walter                          | Benedetta Stefano                         | Andrea Francesco                          | Stefano Walter                            |                             |
| Nominati               | Nominati               | Andrea Elia Enrico Francesco Jane Le Donatella Lisa Martina Stefano Walter | Andrea Elia Enrico Francesco Jane Le Donatella Lisa Martina Stefano Walter | Elia Ivan Jane Valerio                             | Elia Ivan Jane Valerio                             | Eleonora Enrico Ivan                               | Eleonora Enrico Ivan                               | Daniela Eleonora Elia Lory                         | Daniela Eleonora Elia Lory                         | Lory Stefano                                       | Lory Stefano                                       | Daniela Elia Ivan Jane                             | Daniela Elia Ivan Jane                             | Elia Ivan Martina                                  | Elia Ivan Martina                                  | Alessandro Maria                                   | Alessandro Maria                                   | Benedetta Fabio Ivan Walter                        | Benedetta Fabio Ivan Walter                        | Alessandro Andrea Stefano                          | Alessandro Andrea Stefano                          | Ela Lory Martina                                   | Ivan Lory                                          | Ivan Lory                                          | Andrea Benedetta Giulia S. Lory Silvia           | Andrea Benedetta Giulia S. Lory Silvia           | Jane Walter                                      | Jane Walter                                      | Francesco Giulia S.                              | Martina Stefano Walter                           | Andrea Benedetta Giulia P.             | Benedetta Lory                         | Benedetta Lory                         | Giulia S. Stefano                         | Andrea Stefano                            | Benedetta Walter                          | Benedetta Stefano                         | Andrea Silvia                             | Andrea Walter                             |                             |
| Ritirati               | Ritirati               | Nessuno                                                                    | Nessuno                                                                    | Nessuno                                            | Nessuno                                            | Maurizio                                           | Maurizio                                           | Nessuno                                            | Nessuno                                            | Nessuno                                            | Nessuno                                            | Nessuno                                            | Nessuno                                            | Nessuno                                            | Nessuno                                            | Nessuno                                            | Nessuno                                            | Nessuno                                            | Nessuno                                            | Nessuno                                            | Nessuno                                            | Nessuno                                            | Nessuno                                            | Nessuno                                            | Nessuno                                          | Nessuno                                          | Nessuno                                          | Nessuno                                          | Nessuno                                          | Nessuno                                          | Nessuno                                | Nessuno                                | Nessuno                                | Nessuno                                   | Nessuno                                   | Nessuno                                   | Nessuno                                   | Nessuno                                   | Nessuno                                   |                             |
| Espulsi                | Espulsi                | Nessuno                                                                    | Nessuno                                                                    | Nessuno                                            | Nessuno                                            | Nessuno                                            | Nessuno                                            | Nessuno                                            | Nessuno                                            | Nessuno                                            | Nessuno                                            | Nessuno                                            | Nessuno                                            | Nessuno                                            | Nessuno                                            | Nessuno                                            | Nessuno                                            | Nessuno                                            | Nessuno                                            | Nessuno                                            | Nessuno                                            | Nessuno                                            | Nessuno                                            | Nessuno                                            | Nessuno                                          | Nessuno                                          | Nessuno                                          | Nessuno                                          | Nessuno                                          | Nessuno                                          | Nessuno                                | Nessuno                                | Nessuno                                | Nessuno                                   | Nessuno                                   | Nessuno                                   | Nessuno                                   | Nessuno                                   | Nessuno                                   |                             |
| Eliminati              | Eliminati              | Lisa 33% per eliminare                                                     | Lisa 33% per eliminare                                                     | Valerio 47% per eliminare                          | Valerio 47% per eliminare                          | Enrico 39% per eliminare                           | Enrico 39% per eliminare                           | Eleonora 36% per eliminare                         | Eleonora 36% per eliminare                         | Lory 10 voti per eliminare                         | Lory 10 voti per eliminare                         | Daniela 32% per eliminare                          | Daniela 32% per eliminare                          | Elia 38% per eliminare                             | Elia 38% per eliminare                             | Maria 52% per eliminare                            | Maria 52% per eliminare                            | Fabio 20% per salvare                              | Fabio 20% per salvare                              | Alessandro 22% per salvare                         | Alessandro 22% per salvare                         | Ela 21% per salvare                                | Ivan 49,7% per salvare                             | Ivan 49,7% per salvare                             | Silvia 28% per la finale                         | Silvia 28% per la finale                         | Jane 31% per salvare                             | Jane 31% per salvare                             | Francesco 5 voti per la finale                   | Martina 12% per salvare                          | Giulia P. 24% per salvare              | Lory 42% per salvare                   | Lory 42% per salvare                   | Giulia S. 37% per salvare                 | Andrea 2 voti per la finale               | Walter 69% per la finale                  | Stefano 51% per la finale                 | Francesco 57% per eliminare               | Stefano 67% per eliminare                 |                             |
| Eliminati              | Eliminati              | Lisa 33% per eliminare                                                     | Lisa 33% per eliminare                                                     | Valerio 47% per eliminare                          | Valerio 47% per eliminare                          | Enrico 39% per eliminare                           | Enrico 39% per eliminare                           | Eleonora 36% per eliminare                         | Eleonora 36% per eliminare                         | Lory 10 voti per eliminare                         | Lory 10 voti per eliminare                         | Daniela 32% per eliminare                          | Daniela 32% per eliminare                          | Elia 38% per eliminare                             | Elia 38% per eliminare                             | Maria 52% per eliminare                            | Maria 52% per eliminare                            | Fabio 20% per salvare                              | Fabio 20% per salvare                              | Alessandro 22% per salvare                         | Alessandro 22% per salvare                         | Ela 21% per salvare                                | Ivan 49,7% per salvare                             | Ivan 49,7% per salvare                             | Silvia 28% per la finale                         | Silvia 28% per la finale                         | Jane 31% per salvare                             | Jane 31% per salvare                             | Francesco 5 voti per la finale                   | Martina 12% per salvare                          | Giulia P. 24% per salvare              | Lory 42% per salvare                   | Lory 42% per salvare                   | Giulia S. 37% per salvare                 | Andrea 2 voti per la finale               | Walter 69% per la finale                  | Benedetta 49% per la finale               | Silvia 70% per eliminare                  | Andrea 44% per vincere                    |                             |
| Eliminati              | Eliminati              | Lisa 33% per eliminare                                                     | Lisa 33% per eliminare                                                     | Valerio 47% per eliminare                          | Valerio 47% per eliminare                          | Enrico 39% per eliminare                           | Enrico 39% per eliminare                           | Eleonora 36% per eliminare                         | Eleonora 36% per eliminare                         | Lory 10 voti per eliminare                         | Lory 10 voti per eliminare                         | Daniela 32% per eliminare                          | Daniela 32% per eliminare                          | Elia 38% per eliminare                             | Elia 38% per eliminare                             | Maria 52% per eliminare                            | Maria 52% per eliminare                            | Fabio 20% per salvare                              | Fabio 20% per salvare                              | Alessandro 22% per salvare                         | Alessandro 22% per salvare                         | Ela 21% per salvare                                | Ivan 49,7% per salvare                             | Ivan 49,7% per salvare                             | Silvia 28% per la finale                         | Silvia 28% per la finale                         | Jane 31% per salvare                             | Jane 31% per salvare                             | Francesco 5 voti per la finale                   | Martina 12% per salvare                          | Giulia P. 24% per salvare              | Lory 42% per salvare                   | Lory 42% per salvare                   | Giulia S. 37% per salvare                 | Andrea 2 voti per la finale               | Walter 69% per la finale                  | Benedetta 49% per la finale               | Walter 56% per vincere                    |                                           |                             |

## Episodi di particolare rilievo
- Giorno 1: Maurizio Battista, Walter Nudo e le Donatella cominciano il loro percorso 21 ore prima della messa in onda della prima puntata entrando nella zona della casa rinominata Caverna. I VIP entrano in casa, inclusi i concorrenti segregati nella caverna. Durante la prima puntata del 24 settembre, vengono composte due squadre per una prova a quiz: la squadra vincente, quella blu (composta da Benedetta Mazza, Daniela Del Secco D'Aragona, Elia Fongaro, Enrico Silvestrin, Fabio Basile, Giulia Salemi, Lisa Fusco, Maurizio Battista e Valerio Merola), rimane nella Casa vera e propria, mentre la perdente, quella rossa (composta da Andrea Mainardi, Eleonora Giorgi, Francesco Monte, Ivan Cattaneo, Jane Alexander, Le Donatella, Martina Hamdy, Stefano Sala e Walter Nudo), va a vivere nella Caverna (ex Tristopoli). Durante la prima puntata ogni concorrente prende un bussolotto sigillato a caso, firmandolo con il proprio nome e cognome. I bussolotti saranno aperte nel corso delle settimane dall'eliminato di turno, e solo in uno di essi è presente la scritta Rientri in gioco, che darà l'opportunità al concorrente eliminato che ne è in possesso di tornare ufficialmente in gioco.
- Giorno 8: Viene effettuato il primo trasloco, ovvero coloro che hanno vissuto durante la settimana precedente in casa (squadra blu), si trasferiscono nella caverna, coloro che invece hanno vissuto nella caverna (squadra rossa) si trasferiscono in casa. Durante la puntata del 1º ottobre entra una nuova concorrente nella casa: Lory Del Santo alla quale viene attribuito un bussolotto per il ritorno in gioco.
- Giorno 11: Vengono sciolte le squadre e i VIP vivranno tutti insieme nella casa. Tre di loro dovranno dormire nella Caverna, i tre che si propongono sono Jane Alexander, Maurizio Battista e Benedetta Mazza.
- Giorno 20: Maurizio Battista abbandona la casa per motivi personali.
- Giorno 22: Maurizio Battista è il proprietario del bussolotto che consentiva ad un solo eliminato di poter ritornare nella casa, ma siccome si è ritirato spontaneamente non è possibile usare tale seconda chance, il che rende nullo il bussolotto del Rientri in gioco. Da questo momento ogni concorrente viene eliminato definitivamente dalla casa.
- Giorno 29: Durante la puntata del 22 ottobre entrano 3 nuovi concorrenti nella casa: Alessandro Cecchi Paone, Ela Weber e Maria Monsè. Prima del verdetto finale della nomination, Daniela Del Secco D'Aragona ed Eleonora Giorgi devono fare tre nomi dei concorrenti rimasti in casa senza sapere che si tratti di una nomination a sorpresa, vanno in nomination unicamente i concorrenti dell'eliminato. Daniela sceglie Walter Nudo, Le Donatella e Giulia Salemi, mentre Eleonora sceglie Francesco Monte, Stefano Sala e Lory Del Santo. Viene eliminata Eleonora e quindi i tre VIP da lei scelti rischiano l'eliminazione. L'eliminata è Lory, che invece, oltre a restare in gioco, sosterà segretamente in una suite e sarà immune dalla nomination.
- Giorno 32: Lory Del Santo rientra nella casa del Grande Fratello. Durante la puntata, viene chiesto a Lory di scrivere il nome di chi vuole nominare dentro la busta nera. Per fare le nomination della settimana vengono fatte tre prove con delle squadre a coppie. Chi perde va in nomination. Francesco Monte e Benedetta Mazza contro Stefano Sala e Martina Hamdy, Fabio Basile e Giulia Provvedi contro Giulia Salemi e Ivan Cattaneo e Walter Nudo e Jane Alexander contro Elia Fongaro e Lory Del Santo.
- Giorno 36: Ad Elia, Ivan e Martina, prima del verdetto finale della nomination, devono fare un nome dei concorrenti rimasti in casa senza sapere che si tratti di una nomination a sorpresa. Elia sceglie Alessandro, Ivan sceglie Francesco, mentre Martina sceglie Ela. Successivamente ai nominati viene data la possibilità di portarsi un concorrente in modo da formare tre coppie possibili da mandare in nomination. Alessandro sceglie Maria, Ela sceglie Giulia mentre Francesco sceglie Jane. Infine ai concorrenti non nominati viene chiesto di scegliere quale coppia dovrà andare definitivamente in nomination.
- Giorno 43: Benedetta, Fabio e Giulia, gli unici concorrenti non ancora andati in nomination, devono fare un nome dei concorrenti rimasti in casa senza sapere di cosa si tratti. Benedetta sceglie Ela, Fabio sceglie inizialmente Maria ma a causa dell'eliminazione di quest'ultima tramite nomination sceglie Jane, mentre Giulia sceglie Alessandro. Successivamente viene annunciato che i concorrenti scelti sono immuni dalla nomination e che dovranno a loro volta scegliere l'accoppiamento per i nominati. Ela sceglie di accoppiare Benedetta con Walter, Jane sceglie di accoppiare Fabio con Ivan mentre Alessandro sceglie di accoppiare Giulia con Martina. Infine ai concorrenti non nominati viene chiesto di scegliere la coppia da mandare in nomination. I componenti delle due coppie più votate si sfideranno al televoto.
- Giorno 46: Per fare le nomination della settimana vengono fatte tre prove con delle squadre a coppie. Chi perde va in nomination. Lory Del Santo e Martina Hamdy contro Silvia Provvedi e Andrea Mainardi, Ela Weber e Ivan Cattaneo contro Alessandro Cecchi Paone e Jane Alexander e Giulia Salemi e Walter Nudo contro Benedetta Mazza e Francesco Monte.
- Giorno 57: Le Donatella vengono divise e diventano concorrenti singole. Nel corso dell'undicesima puntata vi è la proclamazione del primo finalista. I concorrenti devono scegliere quale Donatella mandare in nomination. Silvia, la Donatella più nominata, deve far partire una catena di salvataggio dove verranno esclusi altri quattro concorrenti che andranno al televoto: vengono esclusi Andrea, Benedetta, Giulia S. e Lory. Così tra i 5 nominati Silvia Provvedi vince il televoto flash e diventa la 1ª finalista. I concorrenti si dividono in due gruppi: il primo composto da Walter, Jane, Martina, Giulia P., Stefano e Francesco dovrà vivere fino al giorno 60 in caverna, mentre il secondo gruppo, formato da Silvia, Benedetta, Giulia, Andrea e Lory continuerà a vivere nella casa.
- Giorno 60: Nel corso della dodicesima puntata vi è la proclamazione del secondo finalista. I concorrenti, divisi ancora nei due gruppi formanti precedentemente, devono cominciare due catene di salvataggio dove veniva chiesto di scegliere il concorrente che non vogliono come finalista. I candidati per la finale sono Francesco Monte e Giulia Salemi. Successivamente a tutti i concorrenti, ad eccezione di Silvia Provvedi in quanto finalista, gli viene chiesto di votare in segreto uno dei candidato che merita l'accesso in finale. Così tra i 2 candidati Francesco Monte vince la votazione e diventa il 2º finalista. Per fare le nomination della settimana vengono fatte tre prove con le squadre formate a coppie. La coppia vincente può decidere quale concorrente della squadra avversaria andrà in nomination. Francesco Monte e Giulia Provvedi contro Andrea Mainardi e Giulia Salemi, Giulia Provvedi e Martina Hamdy contro Benedetta Mazza e Silvia Provvedi e Martina Hamdy e Stefano Sala contro Andrea Mainardi e Lory Del Santo.

## Ascolti
| Puntata    | Messa in onda     | Telespettatori | Share  | Ospiti                                            |
| ---------- | ----------------- | -------------- | ------ | ------------------------------------------------- |
| 1          | 24 settembre 2018 | 3 341 000      | 20,95% | –                                                 |
| 2          | 1º ottobre 2018   | 3 200 000      | 18,99% | –                                                 |
| 3          | 8 ottobre 2018    | 3 044 000      | 19,07% | –                                                 |
| 4          | 15 ottobre 2018   | 3 242 000      | 20,01% | Cristiano Malgioglio, Patrizia De Blanck          |
| 5          | 22 ottobre 2018   | 3 587 000      | 21,57% | –                                                 |
| 6          | 25 ottobre 2018   | 3 203 000      | 19,11% | Fabrizio Corona                                   |
| 7          | 29 ottobre 2018   | 3 876 000      | 21,16% | –                                                 |
| 8          | 5 novembre 2018   | 3 705 000      | 21,02% | –                                                 |
| 9          | 8 novembre 2018   | 3 057 000      | 16,93% | Francesca Cipriani                                |
| 10         | 12 novembre 2018  | 3 769 000      | 20,09% | –                                                 |
| 11         | 19 novembre 2018  | 3 607 000      | 20,67% | Ricchi e Poveri, Baby K                           |
| 12         | 22 novembre 2018  | 3 021 000      | 17,12% | Justine Mattera                                   |
| 13         | 26 novembre 2018  | 3 567 000      | 20,82% | –                                                 |
| Semifinale | 3 dicembre 2018   | 3 505 000      | 20,03% | Stefano Bettarini, Raffaello Tonon, Luca Onestini |
| Finale     | 10 dicembre 2018  | 3 446 000      | 21,90% | Andrea Damante, Dayane Mello                      |
| Media      | Media             | 3 411 000      | 20,04% |                                                   |

- Nota 1: Tale edizione detiene il record in negativo per la concorrenza Auditel. Infatti nessuna delle puntate è riuscita a superare sia in numero di telespettatori che di share la programmazione dell'emittente Rai 1. Prima di allora il record in negativo apparteneva alla quattordicesima edizione del 2015 che riuscì a superare la concorrenza con la Rai solo con una puntata su dodici in termini di share.
- Nota 2: Al termine della messa in onda tale edizione risulta essere la meno vista della storia in valori assoluti (ma non in share). Se si confrontano il numero di telespettatori del Grande Fratello 12 (definita all'epoca come l'edizione flop nella storia del programma) e quelli del GFVIP 3, si scopre che gli ascolti si sono ridotti di quattrocentoventinovemila telespettatori. Nonostante i risultati ottenuti Mediaset ha comunque confermato la quarta edizione del format VIP e la sedicesima edizione del format classico. Il record negativo in valori assoluti sarà successivamente detenuto dalla sedicesima edizione del format classico trasmessa nel 2019.
- Nota 3: Il picco di ascolto in valori assoluti è stato alle 22:50 di lunedì 29 ottobre nel momento dell'eliminazione del concorrente Elia Fongaro con 4 738 000 telespettatori[65]. Il picco di share è avvenuto invece alle 01:29 di martedì 11 dicembre durante la proclamazione del vincitore Walter Nudo con il 41,12%[66].

### Grande Fratello VIP Night
| Puntata    | Messa in onda     | Telespettatori | Share  |
| ---------- | ----------------- | -------------- | ------ |
| 1          | 24 settembre 2018 | 1 227 000      | 28,20% |
| 2          | 1º ottobre 2018   | 1 167 000      | 25,80% |
| 3          | 8 ottobre 2018    | 1 048 000      | 24,25% |
| 4          | 15 ottobre 2018   | 1 314 000      | 28,87% |
| 5          | 22 ottobre 2018   | 1 453 000      | 30,00% |
| 6          | 25 ottobre 2018   | 1 577 000      | 32,09% |
| 7          | 29 ottobre 2018   | 1 194 000      | 19,74% |
| 8          | 5 novembre 2018   | 1 650 000      | 27,46% |
| 9          | 8 novembre 2018   | 1 496 000      | 25,10% |
| 10         | 12 novembre 2018  | 1 564 000      | 26,10% |
| 11         | 19 novembre 2018  | 1 649 000      | 28,50% |
| 12         | 22 novembre 2018  | 1 466 000      | 25,20% |
| 13         | 26 novembre 2018  | 1 611 000      | 27,50% |
| Semifinale | 3 dicembre 2018   | 1 589 000      | 28,30% |
| Media      | Media             | 1 429 000      | 26,93% |